# Rio Taquari-Mirim
Rio Taquari-Mirim är ett vattendrag i Brasilien.   Det ligger i delstaten Mato Grosso do Sul, i den centrala delen av landet, 800 km väster om huvudstaden Brasília.
Omgivningen kring Rio Taquari-Mirim är huvudsakligen savann. Området är  mycket glesbefolkat, med 3 invånare per kvadratkilometer.